# Saint-Germain-le-Gaillard, Eure-et-Loir
Saint-Germain-le-Gaillard är en kommun i departementet Eure-et-Loir i regionen Centre-Val de Loire strax norr om centrala Frankrike. Kommunen ligger i kantonen Courville-sur-Eure som tillhör arrondissementet Chartres. År 2022 hade Saint-Germain-le-Gaillard 372 invånare.

## Befolkningsutveckling
Antalet invånare i kommunen Saint-Germain-le-Gaillard
Referens:INSEE